# Appaloosa (film)
Appaloosa is een Western uit 2008 gebaseerd op het gelijknamige boek van misdaadschrijver Robert B. Parker. De film werd geregisseerd door Ed Harris en het script komt van zijn en Robert Knotts hand. Naast Harris spelen onder meer Viggo Mortensen, Renée Zellweger en Jeremy Irons mee.
Appaloosa ging in België op 7 januari 2008 in première.

## Rolverdeling
| Acteur          | Personage     |
| --------------- | ------------- |
| Viggo Mortensen | Everett Hitch |
| Ed Harris       | Virgil Cole   |
| Renée Zellweger | Allie         |
| Jeremy Irons    | Randall Bragg |
| Lance Henriksen | Ring Shelton  |